# Schulgemeinschaftsausschuss
Der Schulgemeinschaftsausschuss (SGA) ist ein gesetzlich verankertes Gremium für mittlere und höhere Schulen in Österreich. Die Zusammensetzung und Befugnisse sind im Schulunterrichtsgesetz (SchUG) § 64 geregelt.

## Allgemeines
Dem Schulgemeinschaftsausschuss gehören der Schulleiter und je drei Vertreter der Lehrer, der Schüler und der Erziehungsberechtigten an. Der Schulleiter hat mindestens 2 Mal pro Schuljahr eine Sitzung einzuberufen. Die Erste hat immer spätestens 2 Wochen nach der Bestellung aller Vertreter der 3 Gruppen stattzufinden. Wenn mindestens 3 Mitglieder des SGAs eine Sitzung verlangen, hat der Schulleiter binnen einer Woche eine Sitzung einzuberufen. Eine Sitzung muss immer mindestens zwei Wochen vor der Sitzung einzuberufen werden, außer alle Mitglieder sind mit einem früheren Termin einverstanden. Bei jeder Einberufung muss die Tagesordnung übermittelt werden. Auch an Berufsschulen und Polytechnischen Schulen muss ein SGA gebildet werden, Erziehungsberechtigte müssen diesem jedoch nicht angehören. Das entsprechende Gremium in Volks- und Hauptschulen heißt Schulforum.

## Kompetenzen
Der SGA hat eine Reihe von Kompetenzen inne (SchUG § 64 Abs. 2):
1. Die Entscheidung über
  - Mehrtägige Schulveranstaltungen
  - Die Erklärung einer Veranstaltung zu einer schulbezogenen Veranstaltung
  - Die Durchführung (einschließlich der Terminfestlegung) von Elternsprechtagen
  - Die Hausordnung
  - Die Bewilligung zur Durchführung von Sammlungen
  - Die Bewilligung zur Organisierung der Teilnahme von Schülern an Veranstaltungen gemäß
  - Die Durchführung von Veranstaltungen der Schulbahnberatung
  - Die Durchführung von Veranstaltungen betreffend die Schulgesundheitspflege
  - Vorhaben, die der Mitgestaltung des Schullebens dienen
  - Die Erlassung schulautonomer Lehrplanbestimmungen
  - Die schulautonome Festlegung von Eröffnungs- und Teilungszahlen
  - Schulautonome Schulzeitregelungen
  - Die schulautonome Festlegung von Reihungskriterien
  - Die Erstellung von Richtlinien über die Wiederverwendung von Schulbüchern
  - Kooperationen mit Schulen oder außerschulischen Einrichtungen
2. Die Beratung insbesondere über
  - Wichtige Fragen des Unterrichtes
  - Wichtige Fragen der Erziehung
  - Fragen der Planung von Schulveranstaltungen
  - Die Wahl von Unterrichtsmitteln
  - Die Verwendung von der Schule zur Verwaltung übertragenen Budgetmitteln
  - Baumaßnahmen im Bereich der Schule.

Im Zuge der Reduktion auf die Aufzählung der Kompetenzen im § 64 SchUG wird häufig ein wesentliches Recht der SGA-Mitglieder übersehen und in der Praxis nicht überall angewandt bzw. eingefordert:
Das Recht auf Teilnahme der SGA-Mitglieder an Lehrerkonferenzen. (vgl. § 58 Abs. 2 (1d) und § 61 Abs. 2 (1d) SchUG) Ausgenommen sind Konferenzen bzw. Konferenzteile zur Wahl von Lehrervertretern, über dienstrechtliche Angelegenheiten der Lehrer und Beratungen und Beschlussfassungen über Angelegenheiten der Leistungsbeurteilung einzelner Schüler.

## Abstimmungen
Jedes Ausschussmitglied außer dem Schulleiter hat eine Stimme. Der Schulleiter hat jedoch das Recht, einen „Beschluss für rechtswidrig oder aus organisatorischen Gründen nicht durchführbar“ zu erklären (SchUG § 64 Abs. 16). Stimmenthaltung und Stimmübertragung sind unzulässig, das Verlassen der Abstimmung ist es allerdings schon. Der SGA beschließt generell mit einfacher Mehrheit, bei Stimmengleichheit entscheidet der Vorsitzende. (Die „doppelte Zweidrittelmehrheit“ und die damit verbundene Möglichkeit einer Gruppe, Beschlüsse quasi zu blockieren, wurde mit Änderung BGBl. I Nr. 35/2018 abgeschafft.)